# Косгая, Диего
Диего Косгая Норьега (исп. Diego Cosgaya Noriega; 27 января 1987, Паленсия) — испанский гребец-байдарочник, выступает за сборную Испании по гребле на байдарках и каноэ начиная с 2008 года. Чемпион мира, серебряный и дважды бронзовый призёр чемпионатов Европы, бронзовый призёр Средиземноморских игр в Мерсине, победитель многих регат национального и международного значения.

## Биография
Диего Косгая родился 27 января 1987 года в городе Паленсия.
Первого серьёзного успеха на взрослом международном уровне добился в сезоне 2008 года, когда вошёл в основной состав испанской национальной сборной и побывал на чемпионате Европы в Милане, откуда привёз награду серебряного достоинства, выигранную вместе с напарником Хавьером Эрнансом в зачёте двухместных байдарок на дистанции 1000 метров — на финише их обошёл только датский экипаж Рене Хольтена Поульсена и Кима Кнудсена. Год спустя на чемпионате мира в канадском Дартмуте в паре с Эмилио Мерчаном обогнал в той же дисциплине всех своих соперников и завоевал тем самым золотую медаль.
В 2010 году Косгая выступил на домашнем европейском первенстве в Корвере, где вместе с Мерчаном стал бронзовым призёром в двойках на тысяче метрах, уступив в финале экипажам из Германии и Венгрии.
Благодаря череде удачных выступлений удостоился права защищать честь страны на Средиземноморских играх в Мерсине — стартовал здесь в двойках на тысяче метрах и сумел выиграть бронзовую медаль.
На чемпионате мира 2015 года в Милане с новым партнёром Маркусом Вальцем получил серебро в двойках на пятистах метрах, проиграв в решающем заезде австралийскому экипажу Кена Уоллеса и Лаклана Тейма. В следующем сезоне на европейском первенстве в Москве в составе четырёхместного экипажа в гонке на 500 метров разделил третье место с командой России.